# Ordine del Coraggio (Azerbaigian)
L'Ordine del Coraggio è un'onorificenza azera.

## Storia
Il 6 novembre 2017 l'Azəri Press Agentliyi (APA) ha annunciato l'imminente istituzione di una nuova onorificenza da assegnare ai membri delle Forze armate dell'Azerbaigian. Il 17 dello stesso mese nella sessione plenaria dell'Assemblea nazionale è stato discusso e adottato dai deputati un corrispondente disegno di legge. Con la firma del decreto n. 3442 da parte del presidente İlham Əliyev avvenuta il 4 dicembre, la legge n. 884-VQD del 17 novembre 2017 "Sulla modifica della legge della Repubblica dell'Azerbaigian sull'istituzione di ordini e medaglie della Repubblica dell'Azerbaigian in connessione con l'istituzione dell'Ordine del Coraggio della Repubblica dell'Azerbaigian" è entrata ufficialmente in vigore.

## Classi
L'Ordine dispone delle seguenti classi di benemerenza:
- I Classe
- II Classe
- III Classe

| Insegne    | Insegne   | Insegne  |
| ---------- | --------- | -------- |
|            |           |          |
| Nastri     |           |          |
| III Classe | II Classe | I Classe |

## Assegnazione
L'Ordine è assegnato al personale militare delle Forze armate della Repubblica dell'Azerbaigian per premiare:
- i servizi speciali volti a garantire l'indipendenza, l'integrità territoriale e la sicurezza della Repubblica dell'Azerbaigian;
- l'elevata professionalità durante le operazioni di combattimento che hanno portato alla resa di un'area, insediamento, distretto o città importante o strategica dall'occupazione nemica;
- il coraggio e il valore nel prevenire gli attacchi nemici nella difesa del paese, liberando i territori occupati, distruggendo il nemico o distruggendo la forza di combattimento del nemico;
- il coraggio e le azioni risolute in condizioni di reale pericolo per la vita e la salute;
- servizi speciali di soccorso di persone in situazioni di emergenza o condizioni estreme;
- risultati speciali nel garantire la sicurezza dei confini statali.[2]

## Insegne
- Il nastro è blu con sui bordi sottili strisce azzurre, rosse, verdi, blu argento e di nuovo blu e con all'interno un numero di strisce oro pari alla classe.